# Ordenschrist
Ordenschristen sind Christen, die Mitglied einer Ordensgemeinschaft sind.
Grundsätzlich unterscheidet man zwischen:
- Ordenspriestern mit der Anrede Pater
- Ordensbrüdern, meist mit der Anrede Bruder, manchmal auch Frater
- Ordensschwestern, fast immer mit der Anrede Schwester.

Die meist in Klausur lebenden Angehörigen monastischer Orden bezeichnet man als Mönche und Nonnen. 